# Laetitia Mazzoleni
Laetitia Mazzoleni est une femme de théâtre française, à la fois comédienne, auteure et metteur en scène. Elle est née le 15 mai 1979 à Avignon, où elle dirige maintenant l'Agence de Fabrication Perpétuelle et le Théâtre Transversal.

## Biographie
Après sa formation au conservatoire d’Avignon, sous le regard de Louis Beyler, de Pascal Papini et d'Antoine Selva et à l’Université (I.R.I.A.S.) puis au Collège Artistique du Worcestershire (Kidderminster, Angleterre), elle crée la Compagnie À Titre Provisoire et joue dans Clinique de Pascal Nordmann, mis en scène par Katharina Stalder, Les Enfants de la truie de Gisèle Salin et Marie-Hélène Gagnon et Sofa d’après Le Sopha de Crébillon fils, mis en scène par Barbara Ferraggioli. En 2002, elle rejoint l’équipe artistique de la Cie Salieri-Pages et joue dans Attention aux vieilles dames rongées par la solitude de Matei Vişniec.
De 2006 à 2009, elle travaille avec la Cie Mises en Scène pour Comédiens à l’hôpital. Toujours avec Mises en Scène, elle s'investit dans divers ateliers de pratique théâtrale, notamment en hôpital psychiatrique.
Toujours à Avignon, elle crée l'Agence de Fabrication Perpétuelle 2006. Elle participe à chaque création de la compagnie en tant qu'auteur (L'Âmonyme, Tout au Bord, Le Spleen), metteur en scène (L'Âmonyme, Le Cas Gaspard Meyer de Jean-Yves Picq, La vieille dame qui fabrique 37 cocktails molotov par jour de Matei Vişniec, Tout au Bord, Souffle précédé de Cascando, Pas Moi et Pas de Samuel Beckett, Mu de Fabrice Melquiot, Le Spleen avec Paul Camus), et comédienne (L'Âmonyme, La vieille dame qui fabrique 37 cocktails molotov par jour de Matei Vişniec, Les règles du savoir vivre dans la société moderne de Jean-Luc Lagarce, Tout au Bord, Souffle précédé de Cascando, Pas Moi et Pas de Samuel Beckett, Les enfants du désert) ou artiste associée (Les enfants du désert de Johann Fournier).
En janvier 2014 elle reçoit le prix de Personnalité de l'Année 2013 d'Avignon et du Grand Avignon aux côtés de 49 autres personnes, dont 7 autres artistes et acteurs culturels.
En octobre 2017, elle crée le Théâtre Transversal, scène(s) pour la création des arts contemporains, à Avignon.

## Théâtre
Comédienne
- 2000 : Clinique de Pascal Nordmann
- 2001 : Les Enfants de la Truie de Gisèle Sallin et Marie-Hélène Gagnon
- 2002 : Sofa, d'après Le Sopha de Crébillon Fils
- 2004 : Attention aux vieilles dames rongées par la solitude de Matei Vişniec
- 2007 : L'Âmonyme de Laetitia Mazzoleni
- 2009 : La vieille dame qui fabrique 37 cocktails molotov par jour de Matei Vişniec
- 2010 : Les règles du savoir vivre dans la société moderne de Jean-Luc Lagarce
- 2012 : Tout au Bord de Laetitia Mazzoleni
- 2013 : Souffle, précédé de Cascando, Pas moi et Pas de Samuel Beckett

Metteur en scène
- 2007 : L'Âmonyme de Laetitia Mazzoleni
- 2008 : Le Cas Gaspard Meyer de Jean-Yves Picq
- 2009 : La vieille dame qui fabrique 37 cocktails molotov par jour de Matei Vişniec
- 2012 : Tout au Bord de Laetitia Mazzoleni
- 2013 : Souffle, précédé de Cascando, Pas moi et Pas de Samuel Beckett
- 2015 : Le Spleen - les origines de Laetitia Mazzoleni
- 2017 : Mu de Fabrice Melquiot
- 2018 : Le Spleen de Leatitia Mazzoleni

Auteur
- L'Âmonyme
- Mellow Sleepy Boum
- Tout au Bord
- Le Spleen